# Bucolion stygius
Bucolion stygius är en kackerlacksart som beskrevs av Rehn, J. A. G. 1932. Bucolion stygius ingår i släktet Bucolion och familjen Polyphagidae. Inga underarter finns listade.